# Sierra de Edough
El macizo de  Edough,  sierra de Edough o Djebel Edough (en árabe: جبل إيدوغ‎: jabal edūġ) es una cordillera del Magreb en África del Norte.

## Geografía
Estas montañas son un segmento del Atlas Teliano cadena alpina de Argelia oriental que forma parte del Atlas más ancha. El macizo Edough se extiende entre el cabo de Garde y el cabo de Fer.
El punto más alto del macizo es el Bou Zizi (1008 m), localizado entre Annaba y El Marsa.
Geológicamente, estas montañas son un complejo de núcleo metamórfico-cristalino del Mioceno.

## Ecología
La sierra de Edough tiene una cubierta vegetal de bosque mediterráneo donde predomina  el alcornoque (Quercus suber). También  el roble andaluz (Quercus canariensis), el madroño (Arbutus unedo), y el brezo arbóreo (Erica arborea). Subsisten todavía algunos castaños (Castanea sativa), alrededor de Seraidi, que existían bastante antes de la llegada de colonos franceses en 1830.
La nieve no es rara en el invierno y las montañas están a menudo cubiertas con niebla, lo que da lugar a que crezcan helechos en el sotobosque.
El bosque de la sierra de Edough es muy vulnerable a los incendios. Vastas superficies se han quemado en las últimas décadas.
La sierra de Edough era el último refugio del león (Panthera leo) en África del norte. El último león de Argelia fue eliminado en la sierra de Edough en  1890.
La sierra es también el hábitat natural del (Pleurodeles poireti), una especie en peligro de extinción. La salamandra norteafricana, especie vulnerable (Salamandra algira), y también se encuentra Edoughnura, un género de Collembola pertenencia a la subfamilia Neanuridae, que lleva el nombre de esta sierra. La presencia del oso del Atlas (Ursus arctos crowtheri) fue señalada en el macizo por los españoles que ocuparon la ciudadela de Annaba en 1535.

## Características
|  |  |  |